# Fernand Dufrène
Répertoire
classique
Fernand Dufrène (né le 8 janvier 1911 à Vendin-le-Vieil (Pas-de-Calais) et mort le 21 juin 2000 à Dax (Landes)) est un flûtiste français. Après des débuts précoces, il connait une carrière internationale en tant que flûtiste solo de l’Orchestre National de France, durant 40 ans.
Reconnu comme faisant partie des grands interprètes de l'école de flûte traversière française du XXe siècle, il est qualifié par les spécialistes de musicien élégant, virtuose précis et souple. Il est acclamé aux 4 coins du monde durant sa longue carrière.

## Biographie

### Jeunesse et formation
Fernand Dufrène est né dans une famille passionnée de musique ; son père, chef de l’harmonie municipale de Caudry (Pas-de-Calais), a très tôt remarqué les capacités naturelles de son fils et son oreille absolue. Le jeune garçon maitrisait le solfège en autodidacte dès l’âge de 8 ans, juste en observant son père donner des leçons à la maison.
Il avait envie de jouer de la clarinette mais ses mains étaient trop petites, il fut inscrit aux cours de piccolo à l’école de musique de Cambrai.
À 10 ans, il lui arrivait souvent de triompher sous le kiosque municipal de la ville lors de petites représentations en ensemble sous la direction de son père.
À 11 ans, il joue la grande flûte et remporte le premier prix du Conservatoire National de Cambrai. Sa famille accepte de lui laisser tenter l’aventure du Conservatoire de Paris. Il part donc chaque semaine à Paris chez le flûtiste professionnel Gaston Blanquart qui l’accueille pour le faire travailler et l’aide à préparer le concours d’entrée au Conservatoire de Paris. Il le guide ainsi durant plusieurs années. Pour financer ses déplacements hebdomadaires, le jeune Fernand se produit chaque semaine en tant que flûte solo dans l’orchestre du cinéma Le Kursaal de Caudry, les films étant muets à l’époque.
Son niveau est tel qu’à 12 ans il participe au concours du Conservatoire de Lille, réservé aux musiciens professionnels. Il finit 4e.
Admis premier nommé au Conservatoire de Paris en 1924, il rejoint les rangs du cours du professeur de flûte Philippe Gaubert, futur compositeur, chef d’orchestre et directeur de la Musique à l’Opéra de Paris.
Son père lui offre une flûte de la maison Louis Lot, numérotée 9402, avec laquelle il jouera durant toute sa carrière. En attendant, il continue de faire ses gammes auprès de Gaston Blanquart, son mentor.
Il obtient son premier prix de flûte en 1927.

### Carrière
Sa carrière professionnelle à Paris démarre véritablement à 16 ans, époque bénie où les grands orchestres de cinéma recrutaient de nombreux musiciens, dont le Gaumont-Palace qui avait un orchestre de 75 musiciens. Dès 1929, il enchaine les sessions au pupitre des Concerts Colonne, Lamoureux, Siohan, à l’orchestre de l’Opéra. Le Casino de Paris, le théâtre des Folies Bergère font également partie de ce circuit. Le cinéma parlant achève cette belle époque. Fernand continue dans les studios d’enregistrement où sa parfaite lecture, sa technique incomparable, sa sonorité raffinée font merveille.
L’avènement de la radio entraina la création par le ministre des PTT d’un orchestre de haut niveau représentant l’élite musicale de la nation. Désiré-Émile Inghelbrecht se vit le soin de créer cet ensemble retenant 80 musiciens sur 400 candidats. À la suite d’un vote interne, les musiciens élisent Fernand Dufrène flûte solo, poste qu’il allait occuper durant 40 ans, de sa création en 1934 jusqu’en 1974.
Ses œuvres marquantes: Namouna d’Édouard Lalo, Daphnis et Chloé de Maurice Ravel, le Concerto Brandbourgeois no 2 ou le Concerto pour flûte et harpe de Mozart en compagnie de Llily Laskine sont joués régulièrement lors de représentations mémorables.
Son interprétation exceptionnelle du Prélude à l'Après-midi d'un faune va marquer des générations entières de mélomanes !
Le grand chef d’orchestre Arturo Toscanini, chef invité à conduire le « National », s’est même permis de féliciter Fernand Dufrène publiquement pour son solo du Songe d’une nuit d’été, en 1935. En 1938, c’est Igor Stravinsky qui dirigea sa Symphonie de Psaumes.
Prisonnier durant la Deuxième Guerre mondiale dans un stalag en Prusse Orientale, il resta 14 mois en réussissant à travailler sa flûte quotidiennement. En 1941, on le libère et il réintègre l’Orchestre en passant un concours humiliant, à Marseille, en zone libre et reprendra le rythme des concerts durant cette période "délicate". Le "National" regagne Paris en 1943 et donne son 1000ème concert. Dès 1944, à la libération les concerts publics et radiodiffusés se produisent au Théâtre des Champs-Élysées.
Après cette guerre qui l’avait marqué, Fernand Dufrène se révéla encore plus rigoureux dans son travail et la recherche de la perfection. Il se révéla, en parallèle de l’ascension de l’orchestre comme un des plus grands solistes internationaux, jouant des versions de référence d’œuvres diamétralement opposées. Tous les plus grands chefs de l'époque Leopold Stokowski, Lorin Maazel ou encore Herbert von Karajan lui proposèrent de les rejoindre, en vain…
En 1959, Fernand Dufrène joua le Concerto en ré de Mozart, une de ses œuvres préférées, au Festival de Salzbourg. En 1960, Georg Solti le fit acclamer par le public à l’issue de la Symphonie n°4 de Brahms. En 1961, la première audition en France de Chronochromie d’Olivier Messiaen est jouée au Festival de Besançon. Deuxième tournée aux États-Unis avec Charles Munch et Lorin Maazel puis en 1966 au Japon où de nombreux flûtistes, étudiants et mélomanes se passionnèrent pour son jeu.
Il quitte l’orchestre en 1974 et cède sa place à Alain Marion mais continue de jouer de temps en temps jusque dans les années 80, réclamé par certains chefs.
Il continuera à jouer sur sa flûte au quotidien, aimant à dire qu'une journée sans Mozart n'était pas une belle journée, jusqu'à la fin de sa vie, en 2000.

## Enregistrements
Discographie sélective
- École française de flûte Volume VI (2013 / 2014)  C. Dorgeuille. Compositeur : Maurice Emmanuel (1862-1938), Gabriel Fauré (1845-1924), Antonio Lotti (1666-1740). [DL 2013].
- Les Concertos brandebourgeois [die Brandenburgische Konzerte] : BWV 1046-1051 (1977). Enregistrement réalisé en avril, mai 77 à l'Eglise Sainte-Croix des Pelletiers de Rouen. - Notice de Carl de Nys. Édition : Le Chant du monde, (P)1977.
- Villa Lobos par lui-même (1976). EMI. (P) 1976. Enregistrement : 1954-01-01 - 1958-01-01 -  Composition Direction d'orchestre : Heitor Villa-Lobos.
- L'Offrande musicale (1957): Johann Sebastian Bach (1685-1750). Direction d'orchestre : Igor Markevitch (1912-1983)
- Concerto pour piano et orchestre[7] (1956) André Jolivet (1905-1974), Serge Nigg (1924-2008). Direction d'orchestre : André Cluytens (1905-1967), André Jolivet (1905-1974)
- Choros no 11 pour piano et orchestre. Heitor Villa-Lobos (1887-1959)
- L'offrande musicale, BWV 1079. Les introuvables d'Igor Markevitch - Compositeur : Johann Sebastian Bach - EMI Classics.
- Prélude à l'après-midi d'un faune - Claude Debussy. Grand prix du disque Académie Charles Cros, 1954. [DL 1954]. Enregistrement : Théâtre des Champs-Elysées. Édition :  Pathé-Marconi - EMI Classics.
- L'Arlésienne - Les scènes bohémiennes de la Jolie Fille De Perth -  Première & Deuxième Suites d'orchestre - Georges Bizet - Direction : André Cluytens, Orchestre National de la Radiodiffusion Française - Pathé 33 DTX 145. (P) 1954.
- Petite musique de chambre Op. 24 no 2 - 3 pièces brèves - Esquisses Op. 227b - La cheminée du roi René Op. 2015[3] D. Milhaud, J. Ibert & P.Hindemith - Quintette à vent de l'Orchestre national de la Radiodiffusion Française. 1954 : Théâtre des Champs-Elysées. BNF Collection.
- Nocturnes[8] Claude Debussy - Chorale Marcel Briclot - Direction : Désiré-Émile Inghelbrecht. Enregistrement : Théâtre des Champs-Élysées.
- Bachianas Brasileiras no 6 - Villa-Lobos par lui-même, EMI Music France
- Choros no 2 - Villa-Lobos par lui-même, EMI Music France - Extrait audio
- Concerto pour flûte et orchestre. - Compositeur & direction d'orchestre: André Jolivet (1905-1974). Orchestre Radiodiffusion Télévision Française. (P) Columbia, référence FCX500.
- Les rarissimes d'André Jolivet - (P) 2004 EMI Classics -  (EAN 0724358523720)

À la fin des années 90, une compilation de 2 CD de ses interprétations a été éditée au Japon sous le nom The artistry of Fernand Dufrene - フェルナン・デュフレーヌの至芸 Yamano Music YMCD-1046-47 / EMI Music Japan.